# 둥글사슴벌레속
둥글사슴벌레속 또는 콜로폰속(Colophon)은 속 전체가 남아프리카 케이프반도의 고유종이다. '둥글사슴벌레'라는 이름은 일본어 マルガタクワガタ와 이 사슴벌레의 둥그런 생김새에서 유래한다. 해발 1000~2000M의 고지대에만 살며 턱이 작고 싸움 능력이 없으며 뒷날개가 없어 날지 못하는 독특한 사슴벌레다. 서식지는 그늘이 없는 건조한 암벽지대로, 한낮에는 기온이 최대 50도에 달하는 혹서지역이다. 때문에 성충은 낮에는 땅속의 굴에 숨어 있다가 이른 아침 혹은 해질녘에 나와 활동한다. 다른 사슴벌레와 달리 돌 밑에 산다. 유충은 핀보스(Fynbos)로 불리는 건조 기후의 식생지역에서 발견된다. 줄기식물의 뿌리 등을 먹는 것으로 추정되나 자세한 보고된 것은 없다. 죽은 표본은 비싼 값에 팔리며, 이러한 상업적인 압력으로 인해 속 전체가 CITES 부속서 2에 지정되었으며, en:Colophon primosi를 제외한 모든 종이 멸종위기다. Colophon primosi는 멸종위기등급 위급이다. Colophon izardi는 멸종위기등급 미지정이다.